# Morula

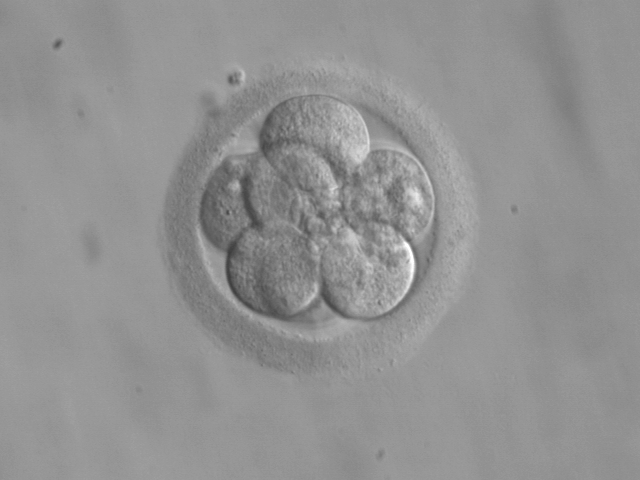
Morula allo stadio di 8 blastomeri

La morula è la fase che attraversa un organismo durante i primi stadi della gestazione. È composta da un aggregato di cellule che si formano nei primi stadi dello sviluppo embrionale, durante la segmentazione dello zigote. Il nome deriva dalla forma a grappolo di questo aggregato, che somiglia appunto ad una piccola mora.
Dopo la fecondazione lo zigote si divide ripetutamente per mitosi, dando origine a cellule sempre più piccole, chiamate blastomeri, e perciò il volume complessivo non aumenta. Nella specie umana la prima divisione dello zigote avviene a circa 24-30 ore dalla fecondazione; le altre mitosi si succedono con un ritmo più rapido. Questo processo è chiamato segmentazione e porta, al terzo giorno, alla formazione della morula (stadio di 8-16 blastomeri). È la morula ad entrare nella cavità uterina.
In questo stadio i blastomeri si compattano, non lasciando fra loro spazi vuoti e creando sulla superficie esterna un rivestimento continuo costituito dalle membrane plasmatiche delle cellule periferiche, le quali sono sensibilmente più piccole rispetto a quelle interne e formano fra loro una rete di giunzioni occludenti, sigillando così la morula. Le cellule interne sono invece unite da giunzioni comunicanti. Sulle zone in contatto con l'esterno delle membrane plasmatiche si formano inoltre microvilli. Avvengono poi anche cambiamenti metabolici: c'è un marcato aumento della sintesi di RNA e proteine e cambiamenti nella composizione delle membrane.
Allo stadio di morula tutte le cellule sono ancora cellule staminali "totipotenti" (anche se dopo un paio di divisioni diventano pluripotenti) cioè indifferenziate e in grado di originare tutti i tessuti embrionali ed extra-embrionali. La morula è ancora circondata dalla zona pellucida. Lo stadio successivo è quello di blastocisti.
Se si separassero gli otto blastomeri che formano l’embrione in questa fase dello sviluppo potrebbero generarsi potenzialmente otto individui identici o gemelli monovulari.